# Amt Friedland (Hannover)

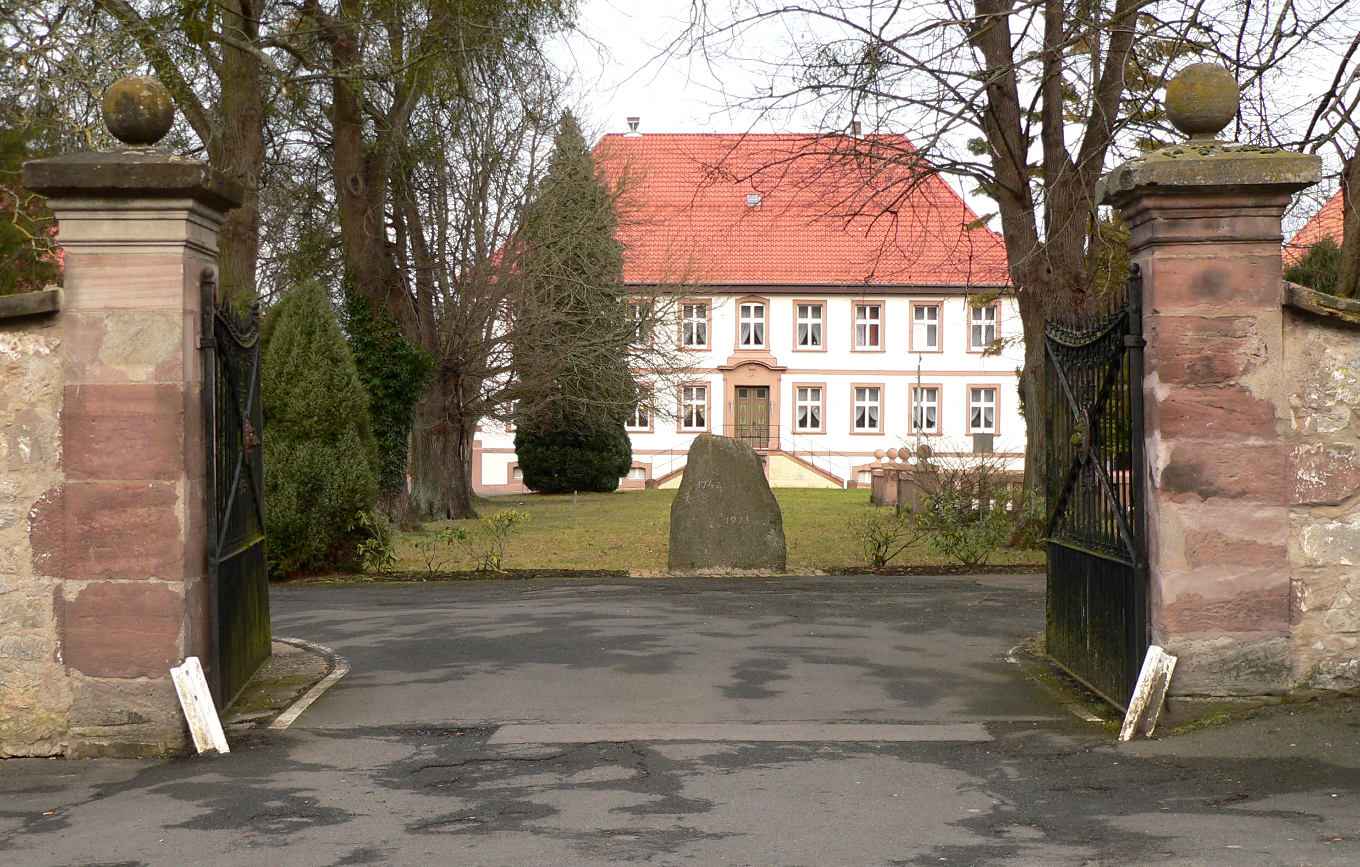
Amtshaus mit Amtshof in Friedland

Das Amt Friedland war ein historisches Verwaltungsgebiet des Fürstentums Göttingen bzw. des Königreichs Hannover. Übergeordnete Verwaltungsebene war die Landdrostei Hildesheim.

## Geschichte
Der Amtsbezirk entwickelte sich um die 1289 erstmals erwähnte Burg Friedland und wurde nach dem französisch-westphälischen Intermezzo 1815 restituiert, wobei das Klosterdorf Diemarden in das Amt Reinhausen umgegliedert wurde. 1825 ging das Amt Brackenberg (schon seit 1713 gemeinsam mit Friedland verwaltet) im Amt Friedland auf. Im Zuge der Verwaltungsreform von 1852 wurden die Ortschaften Meensen und Lippoldshausen in das Amt Münden umgegliedert, die Ortschaften Obernjesa und Volkerode vom Amt Göttingen in das Amt Friedland. Ebenfalls 1852 entstand im Zuge der Gewaltenteilung das Amtsgericht Friedland als Gericht erster Instanz für den Amtsbezirk. 1855 kehrte Meensen zu Friedland zurück. Ab 1858 wurde das Amt von Reinhausen verwaltet. 1859 wurde es aufgehoben und in das Amt Reinhausen eingegliedert.

## Umfang
1823 umfasste das Amt Friedland folgende Ortschaften und Wohnplätze:
| - Ballenhausen - Dahlenrode - Dramfeld - Elkershausen - Friedland | - Groß Schneen - Lemshausen - Ludolfshausen - Klein Schneen | - Niedernjesa und Reiffenhausen - Klostergut Mariengarten (mit Wetenborn) - Klostergut Reinshof - Kirche Hottenrode | - Forsthaus Hasenwinkel - Besenhäuser Mühle - Klippmühle am Schleierbach - Wirtshaus Blabach |

Zugeordnet waren außerdem die Patrimonialgerichtsdörfer Stockhausen und Deienrode sowie Niedergandern, Reckershausen und Sieboldshausen.
- Karte mit allen verlinkten Seiten:
- OSM |
- WikiMap

## Amtmänner
- 17. Jh.: Johannes Theodor Berckelmann (1615–1653), Amtsschreiber
- 1793–1817: von Uslar, Drost
- 1818–1829: Claus von der Decken, Drost
- 1829–1852: Christoph Georg Heinrich Cordemann, Amtmann, ab 1844 Oberamtmann
- 1853–1858: Wernher von Bülow